# Хун Жэньгань
Хун Жэньга́нь (кит. упр. 洪仁玕, пиньинь Hóng Réngān, 18 февраля 1822 — 23 ноября 1864) — один из лидеров восстания тайпинов, двоюродный брат основателя и духовного лидера движения Хун Сюцюаня. Имел титул «князь Гань» (干王).
Когда Хун Сюцюань призвал своего кузена Хун Жэньганя в Нанкин, чтобы помочь ему в управлении страной, движение тайпинов раздирала серьёзная борьба за власть. В основном раскол проходил между верными религиозными последователями тайпинского движения и генералами, возглавлявшими войска за пределами Нанкина. В одной из битв между сторонниками различных крыльев движения погибли около 20000 жителей Нанкина и глава тайпинского правительства. Именно в такой ситуации Хун Жэньган стал новым главой тайпинского правительства (выше него был только Хун Сюцюань).
Главной причиной такого возвышения стало его хорошее образование. В ранние годы восстания он не присоединился к повстанцам, а отправился в Гонконг, где встретил шведского миссионера Теодора Хамберга. Хун дал Хамбергу важную информацию о тайпинском восстании, которой последний позднее воспользовался для написания книги о тайпинском движении. В свою очередь, Хун переехал в Нанкин, воодушевлённый идеями протестантизма. Хун реформировал церковную службу и молебны в Нанкине по протестантскому образцу. Он также препятствовал использованию термина «варвары» в отношении жителей стран Запада.
Тем не менее, основные усилия ему пришлось предпринимать в направлении укрепления авторитета тайпинского правительства и восстановления прежних военных успехов. Он был сторонником строительства железных дорог, получения поддержки от западных государств, создания новых банков в областях, подчинённых тайпинам. По своим взглядам Хун был националистом в современном смысле этого слова, его взгляды во многом повлияли на позднейшую идеологию Гоминьдана и маоизма. Его идеи привлекли интерес к тайпинам среди западных политиков, однако пошёл на убыль, когда тайпинские войска приблизились к Шанхаю и запретили ввоз опиума на свою территорию (западные державы получали немалую прибыль от торговли опиумом).
Большинство реформ, предложенных Хун Жэньганем, никогда не были осуществлены. Хотя он проявил талант стратега в тех немногих кампаниях, которые возглавлял, его идеи натолкнулись на противодействие важного военачальника тайпинов Ли Сючэна. Во время крупного похода с целью восстановления контроля над верховьями Янцзы Ли отказался исполнять приказы Хуна и вернулся в Нанкин. Провал похода позволил цинским войскам организовать массивную блокаду тайпинской территории, что в конечном счёте привело к краху движения. Хун Жэньган продолжал издавать декреты (формально их подписывал Хун Сюцюань), однако они не исполнялись за пределами города.
В 1864 г. вождь тайпинов Хун Сюцюань был найден мёртвым (предположительно покончил с собой) в Нанкине незадолго до взятия города силами цинских войск. Хун Жэньгань и ряд других лидеров восстания бежали из города и попытались сохранить свою власть, издавая декреты от имени Хун Тяньгуйфу, сына Хун Сюцюаня. Они были схвачены и приговорены к смерти. Как показывают протоколы допросов, Хун Жэньган был единственным из лидеров восстания, кто не отказался от своих взглядов и не просил о помиловании. Казнён 23 ноября 1864 вскоре после казни Хун Тянгуйфу и Ли Сючэна.